# Andramasina (district)
Andramasina is een district van Madagaskar in de regio Analamanga. Het district telt 139 217 inwoners (2001) en heeft een oppervlakte van 1370 km², verdeeld over 11 gemeentes. De hoofdplaats is Andramasina.